# Tsamantás
Tsamantás är en ort i Grekland.   Den ligger i prefekturen Thesprotia och regionen Epirus, i den nordvästra delen av landet, 400 km nordväst om huvudstaden Aten. Tsamantás ligger 871 meter över havet och antalet invånare är 141.
Terrängen runt Tsamantás är bergig norrut, men söderut är den kuperad. Terrängen runt Tsamantás sluttar söderut. Runt Tsamantás är det glesbefolkat, med 12 invånare per kvadratkilometer. Närmaste större samhälle är Filiátes, 19,8 km söder om Tsamantás. Trakten runt Tsamantás består till största delen av jordbruksmark.